# Джефф Нельсон
Джефф Нельсон (англ. Jeff Nelson) — американський музикант, графічний дизайнер і власник звукозаписної компанії. Він найбільш відомий як барабанщик вашингтонського хардкор-панк гурту Minor Threat.

## Біографія
Джефф Нельсон народився в 1962 році в Південній Африці.
Нельсон затоваришував з Яном Маккеєм у середній школі, разом вони відвідали свій перший концерт панк-рок гурту The Cramps. Влітку 1979 року вони створили свій перший гурт The Slinkees (на той час хлопцям було десь по 17 років). Вони зіграли лише один концерт, склад гурту помінявся, що змусило їх змінити назву, відтепер гурт називався The Teen Idles (1979—1980 рр.).
Ян Маккей згадував:
«Після майже року спільної гри, гурт Teen Idles ухвалив рішення розпуститися. Було пізнє літо 1980 року, і єдине, що залишалося вирішити, це що робити з грошима у фонді групи. Усі гроші, які ми заробили на наших 35 концертах, пішли в коробку для сигар у моїй кімнаті, і нам вдалося заощадити понад 600 доларів. Замість того, щоб поділити ці гроші, гурт вирішив випустити платівку.»
У 1980 році Джефф Нельсон і Ян Маккей заснували незалежний звукозаписний лейбл Dischord Records (на той час хлопцям було десь по 18 років). Першим записом студії був мініальбом Minor Disturbance гурту The Teen Idles. Джефф Нельсон і Ян Маккей разом продовжують керувати Dishord Records.
У 1980 році Джефф Нельсон разом з Яном Маккеєм заснували новий гурт, Minor Threat. Басистом став Брайан Бейкер (Brian Baker), а гітаристом Лайл Преслар (Lyle Preslar).
Джефф Нельсон і Ян Маккей також створювали одноразові проекти.
У листопаді 1981 було створено перший одноразовий проект — хардкор-панк гурт Skewbald/Grand Union, який відомий як просто Skewbald. Склад гурту: Джефф Нельсон (ударні); Ян Маккей (вокал); Едвард Дженні (англ. Edward Janney) (гітара); Джон Фоллз (англ. John Falls) (бас). Гурт Skewbald записав три демо-пісні без назви, в Inner Ear Studios, Арлінгтон. Після запису демо-пісень гурт був розпущений. Лише через 10 років, у 1991 році, на базі цих демозаписів був випущений сингл, який складався з двох треків:
1. «Side One» (unofficially known as «Sorry / Change for the Same»);
2. «Side Two» (unofficially known as «You're Not Fooling Me»).[10][9]

У 1986 році Джефф Нельсон і Ян Маккей завітали до лондонської студії Southern Studios. По-перше, було укладено угоду щодо розповсюдження в Європі релізів, випущених студією Dishord Records. По-друге, в студії Southern Studios Джефф Нельсон та Ян Маккей створили другий одноразовий проект — дует Egg Hunt. Дует записав сингл, який складався з двох пісень:
1. Side A. «Me and You»;
2. Side B. «We All Fall Down».[11]

Після запису пісень для одноразового проекту Egg Hunt в Англії, Ян Маккей і Джефф Нельсон задумалися про створення нового гурту. Влітку 1986 року вони грали з Джеффом Тернером і Стівом Найлсом із гурту Gray Matter, але Ян Маккей вирішив піти. Замість Яна Маккея прийшов Марк Хаггерті (з гурту Gray Matter), і цей склад став гуртом Three. Гурт провів кілька коротких турів і зробив запис в домашній студії Джеффа, а також у рекорд-студії Inner Ear Studios. Ситуація у них йшла на краще, але група самознищилася ще до виходу альбому. Гурти Three та Happy Go Licky зіграли свої останні концерти на одній сцені на Новий рік 1988 року. Їх єдиний альбом, «Dark Days Coming», був випущений у 1989 році, вже після розпаду гурту. Ремастеризована версія вийшла у 2010 році і містила 8 бонусних треків, взятих з старих демо-записів гурту. У 2002 році вийшла збірка 20 Years of Dischord, серед інших виконавців також був трек гурту Three, «Domino Days». 
Нельсон колекціонує Jeep Wagoneers.

## Дискографія

### Minor Threat

#### Оригінальний матеріал
- Minor Threat (мініальбом, 1981);
- In My Eyes (мініальбом, 1981);
- Out of Step (студійний альбом, 1983);
- Salad Days (мініальбом, 1985).

#### Збірні альбоми
- Minor Threat (1984);
- Complete Discography (1989);
- First Demo Tape (2003).

### Three
- Dark Days Coming (1989).

### Збірні виступи
- Flex Your Head (1982) — треки Minor Threat: «Stand Up», «12XU»;
- Dischord 1981: The Year in Seven Inches (1995) містить перші два міні-альбоми Minor Threat;
- 20 років Dischord (2002) — треки Minor Threat: «Screaming at a Wall», «Straight Edge» (наживо), «Understand», «Asshole Dub»; трек Three: «Domino Days».